# Xylonaeus rimosus
Xylonaeus rimosus är en skalbaggsart som beskrevs av Heinrich Bickhardt 1916. Xylonaeus rimosus ingår i släktet Xylonaeus och familjen stumpbaggar. Inga underarter finns listade i Catalogue of Life.